# Paulo Bonamigo
Paulo Afonso Bonamigo (Ijuí, 23 settembre 1960) è un allenatore di calcio ed ex calciatore brasiliano, di ruolo centrocampista.

## Carriera

### Giocatore
Centrocampista, gioca negli anni ottanta nel Grêmio, con cui vince il campionato nazionale del 1981 e nel 1983 prima la Coppa Libertadores e poi la Coppa Intercontinentale.
Dal 1989 al 1991 gioca per l'Internacional e successivamente nel Botafogo e nel Bahia.

### Allenatore
Inizia ad allenare nel 1998 nella squadra del Madureira e poi il Joinville, dove rimane per tre anni. Nel 2000 allena Sampaio Corrêa, Remo e Mogi Mirim mentre nei due anni seguenti è al Paraná. Nel 2002 e nel 2003 allena il Coritiba, mentre nel 2004, dopo essere stato allenatore dell'Atlético Mineiro, passa al Botafogo, dove viene esonerato a metà stagione, per essere poi ingaggiato dal Palmeiras, dove rimane fino per il resto del campionato 2005. Nell'estate del 2005 si trasferisce in Portogallo al Marítimo dove non riesce ad ottenere successi e quindi decide di tornare ad allenare in Brasile, prima nuovamente al Coritiba, poi al Fortaleza, al Goiás, nuovamente al Paraná, al Ponte Preta, alla Portuguesa e successivamente al Bahia.
Nel 2009 Bonamigo si trasferisce negli Emirati Arabi Uniti al'Al Shabab dove rimane fino alla fine della stagione 2011-2012 vincendo una Coppa dei Campioni del Golfo, un'Etisalat Emirates Cup e qualificando la squadra per due stagioni di seguito alla AFC Champions League per poi trasferirsi da Dubai ad Abu Dhabi nel Al-Jazira Club dove rimane per metà stagione prima di essere esonerato per mancanza di risultati.
Per la stagione successiva Paulo rimane negli Emirati Arabi Uniti venendo ingaggiato dalla neo-promossa dello Sharjah.
A novembre 2015 viene sollevato dall'incarico.

## Palmarès

### Giocatore
- Campionato Gaúcho: 6

Grêmio: 1980, 1985, 1986, 1987, 1988
Internacional: 1991
- Campionato brasiliano: 1

Grêmio: 1981
- Coppa Libertadores: 1

Grêmio 1983
- Coppa Intercontinentale: 1

Grêmio 1983

### Allenatore
- Campionato Paranaense: 1

Coritiba: 2003
- Campionato Cearense: 1

Fortaleza: 2007
- Etisalat Emirates Cup: 1

Al Shabab: 2010-2011
- Coppa dei Campioni del Golfo: 1

Al Shabab: 2011
- Campionato Paraense: 1

Remo: 2022